# Santa Cruz de Paniagua
Santa Cruz de Paniagua település Spanyolországban, Cáceres tartományban. Santa Cruz de Paniagua Aceituna, Pozuelo de Zarzón, Villanueva de la Sierra, Torrecilla de los Ángeles, Pinofranqueado, Casar de Palomero, Palomero, Cerezo és Santibáñez el Bajo községekkel határos. Lakosainak száma 286 fő (2024).

## Népesség
A település népessége az elmúlt években az alábbi módon változott:
| Lakosok száma | 437  | 390  | 372  | 315  | 300  | 341  | 330  | 323  | 296  | 286  |
|               | 2001 | 2004 | 2006 | 2009 | 2011 | 2014 | 2016 | 2019 | 2021 | 2024 |